# William Van Dijck
William Van Dijck (Leuven, 24 januari 1961) is een voormalige Belgische middellangeafstandsloper. Hij was gespecialiseerd in de 3000 m steeple, maar liep ook wedstrijden op de 3000 m. Van 1986 tot en met 1994 behoorde hij tot de beste steeplelopers ter wereld. Hij werd negenmaal Belgisch kampioen in deze discipline en won diverse medailles op internationale wedstrijden.

## Beste wereldjaarprestatie
In 1986 liep Van Dijck tijdens de Memorial Van Damme in Brussel op de 3000 m steeple de beste wereldjaarprestatie van 8.10,01. In dat jaar kreeg hij de Nationale trofee voor sportverdienste en werd hij verkozen tot Sportman van het jaar. Kort ervoor was hem door de Belgische atletiekbond reeds de belangrijkste Belgische atletiekprijs, de Gouden Spike, toegekend. Van Dijck is trots op zijn Brusselse prestatie: 'Dat beschouw ik als het hoogtepunt uit mijn loopbaan. Ik klopte die avond van 5 september '86 in een kolkend Heizelstadion de Brit Colin Reitz en de Keniaan Julius Kariuki en bracht mijn Belgisch record op 8.10,01. Ik zie het nog wel enkele jaren op de tabellen blijven.' Die 'enkele jaren' zijn inmiddels (peildatum april 2024) uitgegroeid tot bijna veertig.

## Vijfde op Olympische Spelen
Op de wereldkampioenschappen van 1987 in Rome won hij het brons op de 3000 m steeple achter de Italiaan Francesco Panetta (goud) en de Oost-Duitser Hagen Melzer. Hij was hiermee tevens de eerste Belg die een medaille won op een WK.
William Van Dijck vertegenwoordigde België op de Olympische Spelen van Seoel in 1988. Hij won op de 3000 m steeple zijn heat in 8.15,63 en werd uiteindelijk in de finale vijfde met 8.13,99. Deze race werd gewonnen door de Keniaan Julius Kariuki in 8.05,51. Zijn toenmalige trainer Michel Jordens vindt dat er zelfs meer in had gezeten: 'Ik ben er overigens nog altijd van overtuigd dat Van Dijck in 1988 olympisch kampioen was geworden als Mark Rowland in de voorlaatste ronde niet op zijn voet had getrapt.'

## Twaalf keer Memorial
In 1992 werden zijn sportieve prestaties ten tweeden male bekroond met de Gouden Spike. Op de Olympische Spelen dat jaar werd hij slechts negende. In 1994 won hij tijdens het Europees kampioenschap een bronzen medaille op de 3000 m steeple in 8.24,86. De twee kampioenschappen daarvoor werd hij vijfde. Het jaar 1994 was ook het jaar waarin Van Dijck voor de laatste maal op de Memorial Van Damme in Brussel optrad. Twaalf optredens had hij er toen inmiddels opzitten. Wat hij zo bijzonder vond aan de Memorial, was de sfeer. 'Zeker voor Belgische atleten is het iets heel bijzonders. Voor een vol huis in Brussel lopen is anders dan voor een vol stadion in Tokio, Seoel, Berlijn. Omdat je weet dat de mensen je hier allemaal kennen. Ze roepen en brullen al vóór de start. Je wil dan extra presteren. Dat veroorzaakt iets meer stress, terwijl je eigenlijk beter loopt als je ontspannen bent.'
Hij lag overigens niet wakker van een mindere prestatie in Brussel. 'Zo herinner ik mij bijvoorbeeld de Memorial in '88, het jaar van de OS in Seoel. De meeting viel toen ruim een maand voor de Spelen. Ik werd derde in 8.21 en iedereen vroeg zich af wat ik in Seoel kon gaan doen. Maar ik wist waar ik mee bezig was en heb dat ook bewezen. Ik won de halve finale in 8.15 en had van de laatste ronde dan nog een echte jogging gemaakt. Zoniet was ik in de buurt van mijn record geëindigd. Maar ik wilde me sparen voor de finale.' Hoe die afliep is hierboven reeds uiteengezet.

## Einde carrière
In 1997 zette William van Dijck een punt achter zijn sportcarrière. De Belgische Crosscup was zijn laatste wedstrijd. Deze Cup wist hij tweemaal te winnen (1993, 1995). Trainen ging steeds moeilijker, zei hij. En dan moet je eerlijk zijn. Ik heb genoeg gelopen.
Na zijn sportieve carrière werd Van Dijck kantoordirecteur in een bankkantoor te Geel. In 2024 ging hij met pensioen. 

## Belgische kampioenschappen
| Onderdeel      | Jaar                                                 |
| -------------- | ---------------------------------------------------- |
| 3000 m steeple | 1983, 1985, 1986, 1987, 1988, 1990, 1991, 1992, 1994 |
| 10.000 m       | 1993                                                 |
| veldlopen      | 1996                                                 |

## Persoonlijke records
| Onderdeel      | Prestatie           | Datum             | Plaats      |
| -------------- | ------------------- | ----------------- | ----------- |
| 3000 m         | 7.45,40             | 10 september 1988 | Tessenderlo |
| 3000 m steeple | 8.10,01 (nat. rec.) | 5 september 1986  | Brussel     |

## Palmares

### 5000 m
- 1982: 12e Memorial Van Damme - 13.53,47
- 1985: Bislett Games Oslo - 13.23,40

### 10.000
- 1993:  BK AC - 28.56,75

### 3000 m steeple
- 1981:  BK AC - 8.24,92
- 1981: 8e Memorial Van Damme - 8.52,4
- 1983: 6e Memorial Van Damme - 8.41,32
- 1984: 5e Memorial Van Damme - 8.19,05
- 1985: 4e Memorial Van Damme - 8.21,20
- 1986: 5e EK - 8.20,19
- 1986:  Memorial Van Damme - 8.10,01
- 1987:  WK - 8.12,18
- 1987: 7e Memorial Van Damme - 8.23,57
- 1988:  Memorial Van Damme - 8.20,74
- 1988: 5e OS - 8.13,99
- 1990: 5e EK - 8.21,71
- 1990: 9e Memorial Van Damme - 8.33,09
- 1991: 9e WK - 8.30,46
- 1991: 8e Memorial Van Damme - 8.19,94
- 1992:  Wereldbekerwedstrijd - 8.32,06
- 1992: 9e OS - 8.22,51
- 1992: 4e Memorial Van Damme - 8.17,18
- 1994:  BK AC - 8.37,66
- 1994:  EK - 8.24,86
- 1994: 7e Memorial Van Damme - 8.19,92

### veldlopen
- 1980: 31e WK junioren - 23.23

## Onderscheidingen
- Nationale trofee voor sportverdienste - 1986
- Sportman van het jaar - 1986
- Vlaams Sportjuweel - 1986
- Gouden Spike - 1984, 1988, 1992

1982 Annie Lambrechts · 1983 Eddy Annys · 1984 Ingrid Berghmans · 1985 niet uitgereikt · 1986 William Van Dijck · 1987 Wim Van Belleghem · 1988 Robert Van de Walle · 1989 niet uitgereikt · 1990 Ulla Werbrouck · 1991 Sabine Appelmans · 1992 Annelies Bredael · 1993 Gella Vandecaveye · 1994 Brigitte Becue · 1995 Fred Deburghgraeve · 1996 Luc Van Lierde · 1997 Stefan Everts · 1998 Sven Nys · 1999 Marleen Renders · 2000 Filip Meirhaeghe · 2001 Kim Clijsters · 2002 Kim Gevaert · 2003 Benny Vansteelant · 2004 Gino De Keersmaeker · 2005 Kathleen Smet · 2006 Tia Hellebaut · 2007 estafetteploeg 4x100m dames · 2008 Kenny De Ketele · 2009 Tom Goegebuer · 2010 Cédric Van Branteghem · 2011 Evi Van Acker · 2012 Hans Van Alphen and Marieke Vervoort · 2013 Frederik Van Lierde · 2014 Bart Swings · 2015 Jaouad Achab · 2016 Peter Genyn · 2017 Seppe Smits · 2018 Nina Derwael · 2019 Emma Meesseman · 2020 niet uitgereikt · 2021 Belgische hockeyploeg (mannen) · 2022 Remco Evenepoel  · 2023 Lotte Kopecky
1928 Louis Crooy en Victor Groenen · 1929 Georges Ronsse · 1930 Hyacinthe Roosen · 1931 René Milhoux en Jules Tacheny · 1933 Jef Scherens · 1934 Union Sint-Gillis · 1935 Arnold de Looz-Corswarem · 1936 Ernest Demuyter · 1937 Joseph Mostert · 1938 Hubert Carton de Wiart · 1939 Henry de Menten de Horne · 1940 Fernande Caroen · 1941 Jan Guilini · 1942 Pol Braekman · 1943 Albert de Ligne · 1944 niet toegekend · 1945 vliegend personeel van de Belgische sectie van de Royal Air Force · 1946 Gaston Reiff · 1947 Micheline Lannoy en Pierre Baugniet · 1948 Etienne Gailly · 1949 Feru Moulin · 1950 Briek Schotte · 1951 Johny Claes en Jacques Ickx · 1952 André Noyelle · 1953 bemanning van het jacht Omoo (zeilsport) · 1954 Adolf Verschueren · 1955 Roger Moens · 1956 Gilberte Thirion · 1957 Jacky Brichant en Philippe Washer · 1958 René Baeten · 1959 Belgische hockeyploeg bij de mannen · 1960 Flory Van Donck · 1961 Rik Van Looy · 1962 Gaston Roelants · 1963 Aureel Vandendriessche · 1964 Joël Robert · 1965 Eerste Jachtwing van de Belgische Luchtmacht · 1966 Raymond Ceulemans · 1967 Ferdinand Bracke en Eddy Merckx · 1968 Jacky Ickx · 1969 Serge Reding · 1970 Freddy Herbrand · 1971 Miel Puttemans · 1972 Karel Lismont · 1973 Roger De Coster · 1974 Paul Van Himst · 1975 Jean-Pierre Burny · 1976 Ivo Van Damme · 1977 Gaston Rahier · 1978 RSC Anderlecht · 1979 Robert Van de Walle · 1980 Belgische voetbalploeg bij de mannen · 1981 Annie Lambrechts · 1982 Ingrid Berghmans · 1983 Eddy Annys · 1984 André Malherbe · 1985 niet toegekend · 1986 William Van Dijck · 1987 Ingrid Lempereur · 1988 Eric Geboers · 1989 Michel Preud'homme · 1990 Jan Ceulemans · 1991 Jean-Michel Saive · 1992 Annelies Bredael · 1993 Vincent Rousseau · 1994 Brigitte Becue · 1995 Frédérik Deburghgraeve · 1996 Johan Museeuw · 1997 Luc Van Lierde · 1998 Ulla Werbrouck · 1999 Gella Vandecaveye · 2000 Joël Smets · 2001 Kim Clijsters en Justine Henin · 2002 Marc Wilmots · 2003 Stefan Everts · 2004 Axel Merckx · 2005 Tom Boonen · 2006 Kim Gevaert en Tia Hellebaut · 2007 4x100m-estafetteploeg voor vrouwen · 2008 niet toegekend · 2009 Philippe Gilbert · 2010 Philippe Le Jeune · 2011 Kevin Borlée · 2012 Evi Van Acker · 2013 Frederik Van Lierde · 2014 Daniel Van Buyten · 2015 4x400m-estafetteploeg voor mannen · 2016 Nafissatou Thiam · 2017 David Goffin · 2018 Nina Derwael · 2019 Belgische hockeyploeg bij de mannen · 2020 Wout van Aert · 2021 Bashir Abdi · 2022 Remco Evenepoel · 2023 Bart Swings · 2024 Lotte Kopecky